# Illa d'Isabel II
L'illa d'Isabel II és un illot de la mar mediterrània situat al costat de la costa nord-africana, part de l'arxipèlag de les Chafarinas. Pertany igual que la resta de l'arxipèlag a Espanya. L'illot és conegut com a roca Kebdana pels rifenys.
Localitzades al mar d'Alborán, les illes es troben a poc més de 3 quilòmetres de la costa marroquina, davant el cap Ras al Maa, no lluny tampoc de la frontera entre el Marroc i Algèria. L'illa de Isabel II, que té un relleu suau i un perímetre més regular que les altres dues illes de l'arxipèlag, és l'única illa habitada de les Chafarinas. D'origen volcànic, està composta d'andesites. Aconsegueix una elevació màxima sobre el nivell de la mar de 35 metres. Considerat l'arxipèlag com a terra nullius (les illes van estar deshabitades a causa de la falta d'aigua potable) tot i ser conegut des de l'antiguitat, Espanya va prendre possessió d'aquest el 6 de gener de 1848.
Al començament de segle XX es va arribar a construir un dic que comunicava l'illot amb les illa del Rey; però, aquest va quedar destruït el 1914. La seva població al llarg d'aquest segle va arribar a superar els 1000 habitants. Al segle xxi, alberga una petita guarnició militar i una estació biològica.